# Cantone di Neufchâtel-sur-Aisne
Il Cantone di Neufchâtel-sur-Aisne era una divisione amministrativa dell'arrondissement di Laon con capoluogo Neufchâtel-sur-Aisne.
A seguito della riforma approvata con decreto del 21 febbraio 2014, che ha avuto attuazione dopo le elezioni dipartimentali del 2015, è stato soppresso.

## Composizione
Comprendeva 28 comuni:
- Aguilcourt
- Amifontaine
- Berry-au-Bac
- Bertricourt
- Bouffignereux
- Chaudardes
- Concevreux
- Condé-sur-Suippe
- Évergnicourt
- Gernicourt
- Guignicourt
- Guyencourt
- Juvincourt-et-Damary
- Lor
- Maizy
- La Malmaison
- Menneville
- Meurival
- Muscourt
- Neufchâtel-sur-Aisne
- Orainville
- Pignicourt
- Pontavert
- Prouvais
- Proviseux-et-Plesnoy
- Roucy
- Variscourt
- La Ville-aux-Bois-lès-Pontavert